# ピアノソナタ第1番 (プロコフィエフ)
ピアノソナタ第1番ヘ短調作品1は、セルゲイ・プロコフィエフが発表した最初のピアノソナタ。サンクトペテルブルク音楽院時代の作品である。プロコフィエフは音楽院在学中、「第1番」以前に6曲のソナタを手掛け、一旦は草稿にとどまったが、その中の3曲が改作されて第1番、第3番、第4番になった。
この第1番は、1907年に作曲されたヘ短調のソナタを1909年に改作したものである。改作の際に、原曲の3つの楽章のうち第2・第3楽章を省き、単一楽章のソナタに仕立てた。当時影響を受けたスクリャービンの初期の作風に近い、どちらかといえばロマン派的な作品である。
初演は1910年にモスクワ音楽院で、プロコフィエフ自身のピアノによって行われた。
演奏時間は約8分。アレグロ、ヘ短調、8分の12拍子、ソナタ形式をとっている。